# José Ángel Saiz Meneses
José Ángel Saiz Meneses (Sisante, Cuenca, 2 de agosto de 1956) es un sacerdote católico, psicólogo, filósofo y teólogo español, que fue obispo auxiliar de Barcelona y obispo de Tarrasa y, desde 2021, es arzobispo de Sevilla.

## Biografía

### Formación
Comenzó sus estudios eclesiásticos en 1968, ingresando en el Seminario Menor Diocesano Nuestra Señora de Montalegre de la archidiócesis de Barcelona, posteriormente entre los años 1975 y 1977 estudió psicología en la Universidad de Barcelona, y por último se trasladó a Castilla-La Mancha donde estudió y realizó cursos de filosofía, espiritualidad y teología en el Seminario Mayor de Toledo. 
En 1984 obtuvo el bachiller en Teología en el Instituto Teológico San Ildefonso de Toledo, afiliado a la Facultad de Teología del Norte de España, sede de Burgos.
Realizó estudios de licenciatura ydoctorado en Teología en la Facultad de Teología de Cataluña, obteniendo el título de licenciado en 1993. Realizó su tesina, titulada «Génesis y teología del Cursillo de Cristiandad».

### Sacerdocio
Fue ordenado sacerdote el día 15 de julio del año 1984 por el cardenal Marcelo González Martín en la catedral de Santa María de Toledo.
Como sacerdote comenzó trabajando en la archidiócesis de Toledo, donde ejerció en dos de destinos, siendo párroco en Los Alares y en Anchuras entre 1984 y 1985. Se trasladó a Castilla y León donde pasó a ser capellán soldado del Hospital de Valladolid, posteriormente entre 1986 y 1989 regresó a la archidiócesis de Toledo donde fue vicario parroquial de Illescas, consiliario de zona de los Equipos de Nuestra Señora y de la zona del Movimiento de Maestros y profesores Cristianos, y también fue profesor de religión en la Escuela de Formación Profesional La Sagra de Illescas.
En el año 1989, se fue a Barcelona donde fue nombrado vicario en la parroquia del barrio de San Andrés de Palomar y en el año 1992 fue párroco de la Virgen del Rosario de Sardañola del Vallés, responsable de la Pastoral Universitaria y del Servicio de Asistencia y Formación Religiosa (SAFOR) de la Universidad Autónoma de Barcelona y responsable también del Centro Cristiano de Universitarios de Sardañola del Vallés.
En el año 1995 fue nombrado consiliario diocesano del movimiento eclesial Cursillos de Cristiandad.
El 6 de mayo del año 2000 fue nombrado secretario general y canciller de la Archidiócesis de Barcelona, donde el 10 de abril del año 2001 pasó a ser miembro del Colegio de Consultores de la misma archidiócesis.

### Episcopado

#### Obispo auxiliar de Barcelona
El 30 de octubre de 2001, el papa Juan Pablo II lo nombró obispo auxiliar de Barcelona y obispo titular de Selemsele, recibiendo el sacramento del orden el día 15 de diciembre del mismo año en la Catedral de Santa Eulalia de Barcelona, de manos del cardenal Ricard Maria Carles y, como coconsagrantes, principales el nuncio apostólico en España, Manuel Monteiro de Castro y el arzobispo de Granada, Antonio Cañizares Llovera.
Como obispo auxiliar de Barcelona desempeñó el siguiente cargo:
- Miembro de la Comisión Episcopal de Enseñanza y Catequesis en la CEE, (2002-2005).[2]

#### Obispo de Tarrasa

Escudo como obispo.

El 15 de junio del año 2004, fue erigida la diócesis de Tarrasa, de la que fue nombrado su primer obispo al mismo tiempo, tomó posesión de la nueva diócesis el día 25 de julio del mismo año en la catedral del Espíritu Santo de Tarrasa. También durante este tiempo fue nombrado administrador apostólico de la archidiócesis de Barcelona y de la también recién creada diócesis de Sant Feliu de Llobregat.
Como obispo de Tarrasa desempeñó los siguientes cargos:
- Miembro de la Comisión Para la Vida Consagrada en la CEE, (2005-2008).[2]

El 20 de octubre del año 2011 en la CCXXI reunión de la Comisión Permanente, fue nombrado miembro de la Junta San Juan de Ávila, Doctor de la Iglesia.[cita requerida]
- Presidente de la Comisión de Seminarios y Universidades en la CEE (hasta 2014).
- Miembro de Apostolado Seglar y Comisión Episcopal de Pastoral en la CEE, (2017-2020).
- Consiliario Nacional del Movimiento “Cursillos de Cristiandad” (2017-2024).

#### Arzobispo de Sevilla

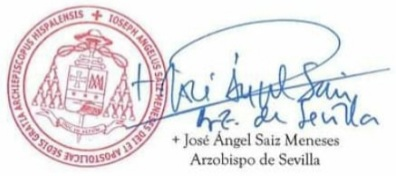
Sello y firma como arzobispo.

El 17 de abril de 2021 fue nombrado arzobispo de Sevilla, tomando posesión de la sede hispalense el 12 de junio.
Desde marzo de 2020 es miembro de la Comisión Ejecutivo y de la Comisión Permanente de la Conferencia episcopal española.
El 14 de marzo de 2022 fue nombrado miembro de la Congregación para las Causas de los Santos ad quinquennium.
El 24 de octubre de 2023 fue nombrado miembro del Dicasterio para los Laicos, la Familia y la Vida, ad quinquennium.
El 23 de febrero de 2025 ingresó como académico de erudición de la Real Academia de Medicina de Sevilla, pronunciando una disertación con el título Voluntad de sentido y esperanza: El testimonio antropológico “integral” de Viktor Frankl.